# Acepromazina
L'acepromazina è un farmaco per uso veterinario, della famiglia delle fenotiazine, usato come tranquillante/sedativo, preanestetico ed antiemetico/anticinetosico per cani e gatti.

## Reattività e caratteristiche chimiche
È una polvere cristallina gialla inodore; solubile in acqua e in alcool; solubile in cloroformio, debolmente solubile in etere. In soluzione all'1% ha un pH di 4,0-4,5.

## Farmacodinamica
È un dopamino antagonista che impedisce il legame del neurotrasmettitore dopamina al suo recettore D2 determinando per questo un effetto depressivo del SNC con un'associata sedazione e tranquillizzazione  insieme ad un rilassamento muscolare dell'animale.
Inoltre, possiede come tutte le fenotiazine, classe chimica cui appartiene, una spiccata azione vagolitica e antiemetica utilmente sfruttata per controllare il vomito da trasporto (cinetosi).
Viene anche usata a scopo ansiolitico e antisinghiozzo.

## Usi clinici

### In label
Le indicazioni approvate dell'acepromazina nel RCP sono:
- Per ottenere un effetto tranquillante/sedativo: in occasione di esposizioni, toelettature, contenzione, cattura, ecc..
- Per prevenire la comparsa del vomito associato al "mal d'auto" e tranquillizzare gli animali durante il trasporto; in soggetti eccitati (es. durante la stagione riproduttiva) e aggressivi; in animali insofferenti a manipolazioni cliniche che possono risultare mal tollerate, esami diagnostici, radiologici, asportazione corpi estranei, ecc..
- Per la sedazione di base nel caso di interventi chirurgici minori o di anestesia loco-regionale; nella pre-anestesia.
- Per il trattamento della perversione dell'istinto materno, cannibalismo, ecc.
- Per il trattamento delle dermopatie accompagnate da forte prurito (neurodermatiti).
- Per il trattamento dell'anoressia nervosa suddividendo il dosaggio indicato in due somministrazioni giornaliere.

## Controindicazioni
Come tutti i derivati fenotiazinici l'acepromazina è controindicata nel controllo dei tremori conseguenti ad avvelenamento da esteri fosforici.

## Effetti collaterali
L'Acepromazina può indurre ipotensione, ipotermia, collasso cardio-respiratorio, midriasi, xerostomia (secchezza delle fauci), vomito e alterazioni dei valori ematici e, seppur raramente fenomeni paradossi quali disorientamento, eccitazione, vocalizzazione, aggressività e convulsioni.

## Dosi terapeutiche
Di norma per mantenere la sedazione dell'animale è necessario ripetere la dose ogni 6-8 ore nel cane e ogni 8-12 ore nel gatto.
Occorre la prescrizione veterinaria per l'acquisto.